# Bargarh
Bargarh är en stad i den indiska delstaten Odisha, och är huvudort för ett distrikt med samma namn. Folkmängden uppgick till 80 625 invånare vid folkräkningen 2011.